# San Bartolomé de Tirajana (kommun)
San Bartolomé de Tirajana är en kommun i Spanien.  Den ligger i den autonoma regionen Kanarieöarna i sydvästra delen av landet, 1 800 km sydväst om huvudstaden Madrid. Antalet invånare är 54 116 (2024). San Bartolomé de Tirajana ligger på ön Gran Canaria i ögruppen Kanarieöarna.